# Kiryat Bialik
Kiryat Bialik (in ebraico קריית ביאליק, in arabo كريات بياليك) anche spesso detta Qiryat Bialik è una città nel distretto di Haifa in Israele. Kiryat Bialik è una dei cinque sobborghi di Krayot a nord di Haifa. Secondo i dati forniti dal Ufficio Centrale Israeliano di Statistica (CBS), alla fine del 2007, la città era abitata da 36 200 persone. La città fu nominata in onore del poeta Haim Nahman Bialik.

## Società

### Evoluzione demografica
Sempre secondo l'Ufficio Centrale Israeliano di Statistica, la maggioranza della popolazione che abitava a Kiryat Bialik nel 2003 risultava essere di confessione ebraica con una significativa comunità araba. Complessivamente nel 2003 la città risultava essere abitata da 17 700 donne e 19 400 uomini. Il 25,8% della popolazione risultava avere un'età inferiore ai 19 anni ed il 15,8% risultava avere un'età compresa tra i 20 ed i 29 anni, mentre solo il 19% risultava essere più vecchia di 60 anni.

## Reddito
Sempre secondo i dati forniti a Kiryat Bialik nel 2002 risultavano esserci 17 514 persone che lavoravano come dipendenti e 912 persone che invece conducevano un'attività propria. Lo stipendio medio sempre nel 2002 risultava essere compreso tra i 6 119 ed i 7 851 NIS. Inoltre 557 risultavano essere disoccupate e ricevevano un assegno da parte dello Stato di 2701 NIS mensili.